# Nafta (miasto)
Nafta (arab. نفطة, fr. Nefta) – miasto i saharyjska oaza w środkowo-zachodniej Tunezji, przy północno-zachodnim krańcu Wielkiego Szottu, ok. 36 km na wschód od przejścia granicznego z Algierią w Hazwa. Nazywane miastem tysiąca kopuł.
Starówka znajduje się na stoku wzgórza wzdłuż głębokiego wąwozu La Corbeille z palmowym gajem nawadnianym przez liczne bijące tu źródła. Z platformy widokowej można podziwiać widoki na miasto, pustynie i szotty.

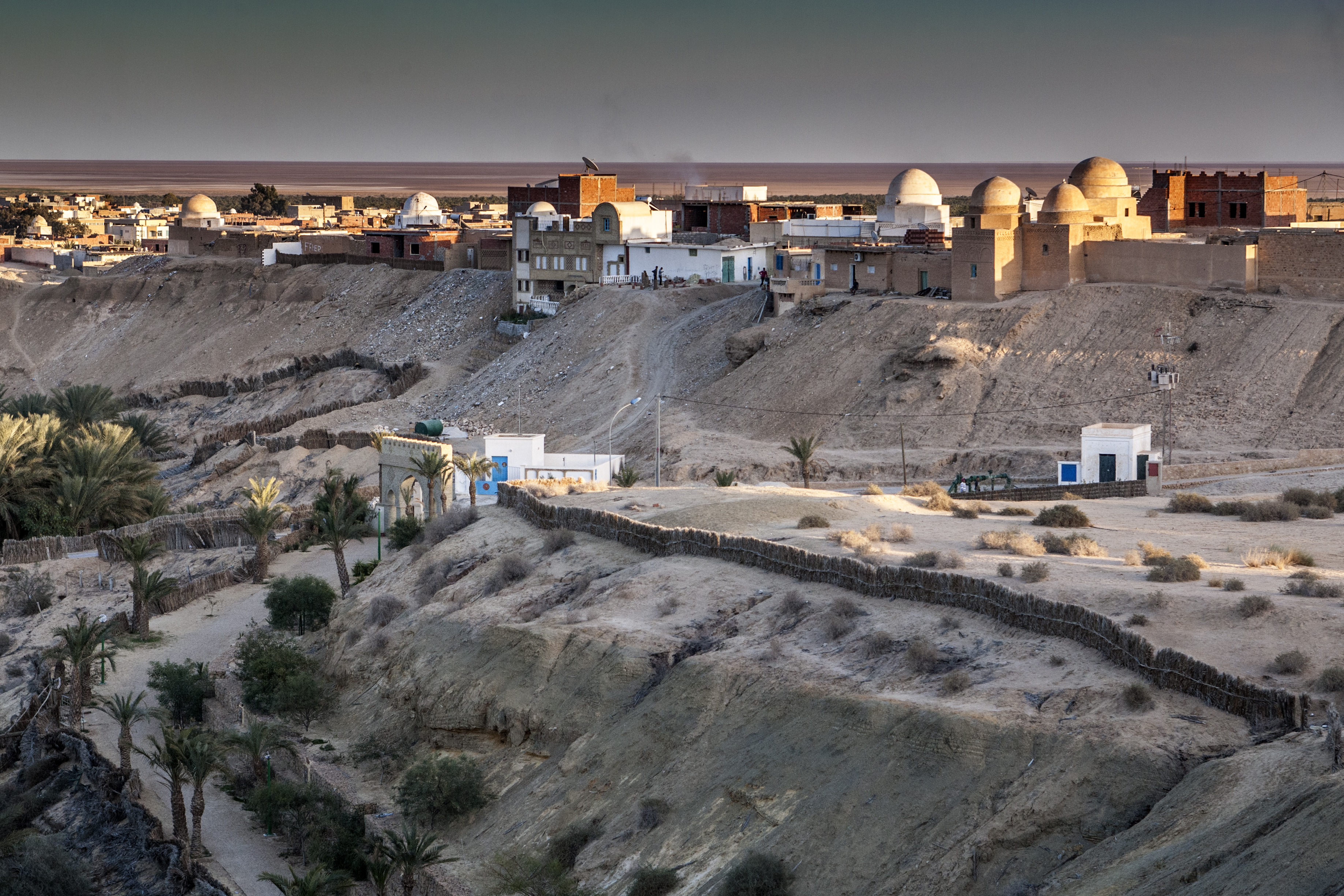
Miasto Nefta